# Janine Gibson
Janine Victoria Gibson (Alemania, 17 de junio de 1972) es una periodista británica que se ha desempeñado como editora adjunta del Financial Times desde mayo de 2019. Antes de eso, en el verano de 2014, se convirtió en editora adjunta de Guardian News and Media y editora en jefe del sitio web theguardian.com en Londres. Es exeditora en jefe en la ciudad de Nueva York de Guardian US, la rama estadounidense del periódico británico The Guardian. Después de dejar The Guardian, fue editora en jefe del sitio web BuzzFeed UK hasta que renunció en enero de 2019 cuando la publicación anunció dificultades financieras.

## Primeros años
Hija de padres británicos, Gibson nació en Alemania. Su padre, el industrial Sir Ian Gibson, era entonces empleado del fabricante de automóviles Ford de Europa, y su madre, maestra. Gibson leyó literatura inglesa en St John's College, Oxford.

## Carrera
Gibson comenzó su carrera en la prensa comercial de los medios, convirtiéndose en editora adjunta de Televisiual (1995-1997) y, posteriormente, editora internacional de la revista Broadcast durante 1987-1998. Luego se unió brevemente al periódico The Independent como corresponsal de medios durante unos meses antes de asumir un puesto similar más tarde en 1998 en The Guardian..

### The Guardian
En The Guardian, fue responsable del lanzamiento del sitio web de medios del periódico, y se convirtió en editora de Media Guardian. En mayo de 2003, se anunció que además había sido nombrada editora de los suplementos G3 de Medios, Sociedad, Educación y Tecnología, un puesto de nueva creación.
Su nombramiento como editora del sitio web guardian.co.uk se anunció en noviembre de 2008. Sus superiores inmediatos en ese momento eran Emily Bell, entonces directora de contenido digital, y el editor en jefe de The Guardian, Alan Rusbridger. Después de que Bell asumiera un cargo académico en Nueva York en abril de 2010, las responsabilidades de Gibson se ampliaron para incluir la supervisión de toda la producción digital de Guardian News & Media.

### Sitio web estadounidense deThe Guardian
Después de varios meses de conversaciones con Alan Rusbridger a principios de 2011, Gibson fue designada formalmente editora de las nuevas operaciones en línea estadounidenses de The Guardian, con sede en Nueva York, en abril. El nuevo sitio web estadounidense del periódico se lanzó en septiembre; un intento anterior del periódico de relacionarse con una audiencia en línea estadounidense, encabezado por Michael Tomasky en Washington D. C. entre 2007 y 2009, resultó infructuoso.
Glenn Greenwald llamó la atención de Gibson sobre el material filtrado de Edward Snowden, y ella formó el equipo que se reunió con Snowden en Hong Kong para analizar el material que había acumulado.
Gibson continuó siendo la editora supervisora de Greenwald durante el tiempo que estuvo asociado con The Guardian y preparando las revelaciones ganadoras del Premio Pulitzer  de Snowden sobre la vigilancia de la NSA y otras historias para su publicación. Se informa que le dijo a Alan Rusbridger cuando le informó sobre las primicias que Greenwald, el columnista de su periódico, había descubierto: «Tengo una pequeña historia para hablar contigo».
Después de regresar a Londres, Gibson se convirtió en jefa del sitio web theguardian.com durante el verano de 2014 y se convirtió además en editora adjunta de Guardian News & Media. Katharine Viner ocupó su lugar como directora de las operaciones estadounidenses de The Guardian.
A Gibson se le ofreció un puesto de editora gerente de medios digitales en The New York Times a principios de mayo de 2014, pero lo rechazó. Según un informe de The New Yorker, la política interna relacionada con su posible contratación llevó al despido de la editora ejecutiva de ese periódico, Jill Abramson, unas semanas después. Se percibía que Gibson era la sucesora más probable de Alan Rusbridger, quien renunció como editor en jefe en diciembre de 2014, pero finalmente se nombró a Katharine Viner en marzo de 2015.
En mayo de 2015, Gibson dejó The Guardian.

### BuzzFeed UK
En septiembre de 2015, antes de la expansión de sus actividades, fue nombrada editora en jefe del sitio web BuzzFeed UK.
Bajo su dirección, el sitio web pasó a noticias más duras y publicó una serie de investigación en la que se descubrió que 14 muertes sospechosas en el Reino Unido (y una en Estados Unidos) tenían vínculos con el Kremlin. La serie provocó que el gobierno de Theresa May se comprometiera a realizar una revisión completa, fue finalista del Premio Pulitzer y George Clooney la eligió para una película. A principios de 2018, el sitio web también publicó un análisis sobre el Brexit que afirmaba que el Reino Unido estaría peor en todos los escenarios.
BuzzFeed UK ganó el premio de sitio web de noticias del año en 2017 en los Press Awards.